# مارلين دومون
مارلين دومون هي كاتِبة وشاعرة كندية، ولدت في 1955 في Olds, Alberta ‏ في كندا.